# Дзен Чо
Дзен Чо (англ. Zen Cho; нар. 26 квітня 1986, Селангор , Малайзія) — малазійська письменниця фантаст. Вона народилась та виросла в Малайзії, а потім переїхала до Великої Британії, де зараз і проживає.  Вона найбільш відома своїми романами і оповіданнями в жанрі фентезі та наукової фантастики. Вона була фіналісткою премії Джона В. Кемпбелла за найкращого нового письменника за її короткі оповідання а також отримала премію імені Вільяма Кроуфорда. 

## Біографія
Дзен Чо народилась в Селангорі в Малайзії в 1986 році, вона виросла у Малайзії, за винятком півтора року, проведеного в США приблизно у віці шести років. Вона переїхала до Великобританії у 18 років для вступу в університет, де познайомилася зі своїм чоловіком. Вона отримала ступінь юриста в Кембриджі, а зараз працює юристом. Вона живе у Великобританії зі своєю сім'єю.

## Творчість
Почала писати уривки історій із самого раннього віку, у 6–8 років, вже написала кілька творів та оповідань. Вона почала публікувати коротку художню прозу у онлайн журналі "Expanded Horizons"  під назвою "Гість" (англ. The Guest) у листопаді 2010 року, здійснивши свій перший професійний продаж у наступному році з художнього твору "Лев підіймається, лев опускається" ( малай. 起狮，行礼» англ. Rising Lion – The Lion Bows) у онлайн журналі "Strange Horizons" 21 березня 2011 року.
Першою спробою Дзен Чо в професійній формі стала історична любовна повість «Небезпечне життя Джейд Єо» ( електронна книга 2012 ), яку вона видала самостійно. Вона продовжила писати, випустивши книгу «Духи за кордоном» (англ. Spirits Abroad) у 2015 році, опубліковану в Малайзії, яка згодом отримала премію Кроуфорда, яку вперше вручили малайзійській авторці. Того ж року вона видала «Кіберпанк. Малайзія» ( 2015 рік ), збірка що  зібрала чотирнадцять оригінальних оповідань малайзійських письменників на головну тему «Кіберпанк».
Її дебютний роман, історичне фентезі «Чаклун до корони» (2015), розпочав серію «Королівський чаклун», до якої також входить «Справжня королева» (2019). «Сестра чорної води» (2021) — окреме фентезі.
Дзен Чо відома як авторка фантастичних творів з елементами магії та фольклору. У своїх творах часто експериментує з жанровими межами та мотивами різних культур, використовуючи малайську та британську історію та міфологію як основу для своїх фантастичних світів. Вона також є прихильницею включення різноманітності та представлення меншин у своїх творах. Вона також є членом організації Асоціація авторів наукової фантастики та фентезі Америки (SFWA).

## Нагороди
| Рік  | Назва | Нагорода                                   | Номінація                                  | Результат |
| ---- | --- | ------------------------------------------ | ------------------------------------------ | --------- |
| 2015 | Духи за кордоном (англ. Spirits Abroad)                                                                          | Меморіальна премія імені Вільяма Кроуфорда | Найкраще фентезі                           | Виграла   |
| 2015 | Чарівник для корони (англ. Sorcerer to the Crown)                                                                | Британська премія фентезі                  | Найкращий дебют (премія Сідні Дж. Баундса) | Виграла   |
| 2019 | Якщо спочатку вам не вдасться, спробуйте, спробуйте ще раз (англ. If at First You Don't Succeed, Try, Try Again) | Премія «Г'юго»                             | Найкраща коротка повість                   | Виграла   |
| 2022 | Сестра чорної води (англ. Black Water Sister)                                                                    | Всесвітня премія фентезі                   | Найкращий роман                            | Виграла   |